# 社会人ベストナイン
社会人ベストナイン（しゃかいじんベストナイン）は、プロ野球におけるベストナインに倣い、その年に活躍した社会人野球プレイヤーをポジション別に選出し、表彰するものをいう。1966年から創設された。
なお本稿では2010年シーズンから表彰が開始された個人記録部門についても記載している。

## 主催・協力
スポーツニッポン新聞社が主催し、日本野球連盟及び毎日新聞社が協力する。

## 選出方法
シーズンオフにあたる12月の初頭から、日本野球連盟の幹部を委員長とする選考委員会が結成され、
- 都市対抗野球
- 全日本クラブ野球選手権
- 社会人野球日本選手権大会

の3大公式大会のほか、地区連盟主催大会や国際大会、オリンピックでの活躍をもとに選出する。
まず第1次選考として、約140-150名の選手がリストアップされ、活躍度・印象度等により約100名が第2次選考に進む。第2次選考でも同様の検討が行われ、約50-60名の選手が第3次選考に進む。第3次選考も同様に行われ、約30名の選手が最終選考に進出し、最後にポジション別にベストナインが決まる（指名打者も選出されるため、10名が選出される。指名打者が表彰されるようになったのは1989年より）。
「社会人ベストナイン」の名称どおり、クラブチーム所属選手であっても選考対象となりうるが、選考過程で振り落とされていくケースがほとんどである（ただし、毎年1-3名は第1次選考にリストアップされる）。
なお、ベストナインの選には漏れたものの極めて印象の強い活躍を残したり、社会人野球界に大きな貢献をした選手・監督・チームには特別賞が贈呈される場合がある。

## 賞品
- 記念楯（賞状の刻印入り）
- シチズン社製高級腕時計

## 歴代受賞選手
指名打者表彰制以前
| 年     | 投手                         | 捕手                           | 一塁手                         | 二塁手                        | 三塁手                      | 遊撃手                       | 外野手                     | 外野手                         | 外野手                      | 表彰選手                       |
| ------ | ---------------------------- | ------------------------------ | ------------------------------ | ----------------------------- | --------------------------- | ---------------------------- | -------------------------- | ------------------------------ | --------------------------- | ------------------------------ |
| 1966年 | 平松政次 （日本石油）        | 佐藤政良 （北海道 拓殖銀行）   | 五十嵐晴男 （日本石油）        | 枝松道輝 （日本石油）         | 今村忠彦 （大昭和製紙）     | 石山建一 （日本石油）        | 井上弘昭 （電電近畿）      | 幕田正力 （日本石油）          | 米倉守信 （大昭和製紙）     | 古田昌幸 （熊谷組）            |
| 1967年 | 田中章 （日本通運）          | 広瀬幸司 （日本石油）          | 川口忠 （サッポロビール）      | 枝松道輝 （日本石油）         | 竹之内雅史 （日本通運）     | 鈴木勝広 （北海道 拓殖銀行） | 高畠導宏 （日本鉱業 日立） | 加藤昭 （大昭和製紙）          | 木沢忠史 （日立製作所）     |                                |
| 1968年 | 三浦健二 （日本石油）        | 瀬藤宣彦 （八幡製鐵）          | 堀内嗣郎 （河合楽器）          | 枝松道輝 （日本石油）         | 川島勝司 （日本楽器）       | 宮地昭雄 （住友金属）        | 富永重善 （電電東京）      | 福本豊 （松下電器）            | 幕田正力 （日本石油）       |                                |
| 1969年 | 小弓場保 （日本生命）        | 佐藤文夫 （電電関東）          | 秋元国武 （日本石油）          | 佐野勝稔 （河合楽器）         | 勝浦完 （サッポロビール）   | 西田暢 （熊谷組）            | 加嶋和彦 （日本生命）      | 萩原陸洋 （大昭和製紙）        | 上垣内誠 （河合楽器）       |                                |
| 1970年 | 谷村智博 （鐘淵化学）        | 黒田正宏 （本田技研）          | 小田義人 （大昭和製紙）        | 田草川伸生 （日本生命）       | 大木国幹 （日本通運）       | 小玉孝 （新日鐵広畑）        | 小松健二 （大昭和製紙）    | 高橋二三男 （新日鐵広畑）      | 山下慶徳 （河合楽器）       |                                |
| 1971年 | 久玉清人 （丸善石油）        | 河村健一郎 （日本石油）        | 佐々木恭介 （新日鐵広畑）      | 土佐秀夫 （新日鐵広畑）       | 河野弘和 （丸善石油）       | 小玉孝 （新日鐵広畑）        | 望月充 （大昭和製紙）      | 小野寺重之 （日立製作所）      | 下田鎮男 （松下電器）       |                                |
| 1972年 | 新美敏 （日本楽器）          | 中村裕二 （住友金属）          | 小田義人 （大昭和製紙）        | 鈴木博昭 （三菱自動車川崎）   | 船見信幸 （日本楽器）       | 望月博 （日本石油）          | 細川昌俊 （西濃運輸）      | 山田智千 （日立製作所）        | 小野寺重之 （日立製作所）   |                                |
| 1973年 | 久保田美郎 （熊谷組）        | 須藤和彦 （日産自動車）        | 宇賀山徹 （日本鋼管）          | 鈴木博昭 （三菱自動車 川崎）  | 板倉丈二 （日本通運）       | 内藤博 （日本鋼管）          | 四至本博 （日立製作所）    | 磯部史雄 （日本石油）          | 高山秀雄 （日本通運）       |                                |
| 1974年 | 萩野友康 （新日鐵八幡）      | 村上忠則 （大昭和製紙 北海道） | 高梨英夫 （大昭和製紙 北海道） | 福崎克彦 （いすゞ自動車）     | 佐々木幸治 （三菱重工広島） | 幡野正秋 （三協精機）        | 工藤博義 （新日鐵八幡）    | 星山和久 （三協精機）          | 溝口修 （東芝）             | 安藤喜春 （大昭和製紙 北海道） |
| 1975年 | 早川実 （西濃運輸）          | 村上忠則 （大昭和製紙 北海道） | 鈴木一比古 （三協精機）        | 佐藤治夫 （鐘淵化学）         | 藤村正美 （鐘淵化学）       | 森貞周治 （熊谷組）          | 前川善裕 （日本鋼管）      | 磯部史雄 （日本石油）          | 宇山秀明 （住友金属）       |                                |
| 1976年 | 千藤和久 （北海道 拓殖銀行） | 竹内昭文 （北海道 拓殖銀行）   | 湯野清二 （日鉱佐賀関）        | 福崎克彦 （いすゞ自動車）     | 樋野和寿 （日本鋼管）       | 川辺邦好 （三菱重工神戸）    | 前川善裕 （日本鋼管）      | 林龍郎 （日本鋼管）            | 小林晋哉 （神戸製鋼）       |                                |
| 1977年 | 増岡義教 （三菱重工神戸）    | 中村裕二 （住友金属）          | 大村雅文 （神戸製鋼）          | 原科政市 （電電東京）         | 岡本良一 （川崎重工）       | 高代延博 （東芝）            | 小林貢 （神戸製鋼）        | 長沢和雄 （大丸）              | 関弘巳 （日本鋼管福山）     |                                |
| 1978年 | 松沼博久 （東京ガス）        | 小原寛明 （東芝）              | 後藤寿喜 （東芝府中）          | 高岡茂夫 （北海道 拓殖銀行）  | 樋野和寿 （日本鋼管）       | 山本文博 （北海道 拓殖銀行） | 菊地恭一 （東芝）          | 梅田隆比克 （北海道 拓殖銀行） | 渡辺茂 （東京ガス）         |                                |
| 1979年 | 長谷部優 （松下電器）        | 大森光生 （三菱重工広島）      | 佐々木幸治 （三菱重工広島）    | 山本秀樹 （大昭和製紙）       | 若松茂樹 （三菱重工広島）   | 森貞周治 （熊谷組）          | 西村博巳 （住友金属）      | 内山仁志 （日本楽器）          | 岩根正也 （熊谷組）         |                                |
| 1980年 | 田村忠義 （日本鋼管福山）    | 尾崎清士 （東芝府中）          | 武居邦生 （日本楽器）          | 中屋恵久男 （プリンスホテル） | 中島克介 （川崎製鉄千葉）   | 石毛宏典 （プリンスホテル）  | 岡村隆則 （河合楽器）      | 佐々木正行 （大昭和製紙）      | 小林貢 （神戸製鋼）         |                                |
| 1981年 | 黒紙義弘 （東芝）            | 村上忠則 （大昭和製紙 北海道） | 武智勇治 （東芝）              | 宮崎剛 （東芝）               | 坂本照彦 （電電関東）       | 村田博幸 （富士重工業）      | 菊地恭一 （東芝）          | 石野康彰 （電電東京）          | 金森栄治 （プリンスホテル） |                                |
| 1982年 | 鈴木政明 （ヤマハ発動機）    | 嶋田宗彦 （住友金属）          | 武居邦生 （日本楽器）          | 野尻正博 （松下電器）         | 松隈憲治 （住友金属）       | 林裕幸 （日本石油）          | 三好一幸 （住友金属）      | 中本龍児 （ヤマハ発動機）      | 岡田吉富 （日本通運）       |                                |
| 1983年 | 川端順 （東芝）              | 佐竹政和 （日本生命）          | 武智勇治 （東芝）              | 宮崎剛 （東芝）               | 土江正人 （新日鐵広畑）     | 新木忠力 （東芝）            | 福本勝幸 （東芝）          | 筒井大助 （住友金属）          | 鈴木栄一 （東芝）           |                                |
| 1984年 | 高橋修二 （住友金属）        | 嶋田宗彦 （住友金属）          | 伊藤由紀夫 （日本通運）        | 正田耕三 （新日鐵広畑）       | 米田保伸 （日産自動車）     | 中山淳 （日本楽器）          | 荒井幸雄 （日本石油）      | 熊野輝光 （日本楽器）          | 前川善裕 （日本鋼管）       | 山中正竹 （住友金属）          |
| 1985年 | 伊東昭光 （本田技研）        | 安斉定男 （東芝）              | 入内島保 （本田技研）          | 山本秀樹 （日本楽器）         | 花野巧 （日本生命）         | 広瀬哲朗 （本田技研）        | 荒井幸雄 （日本石油）      | 島田行雄 （松下電器）          | 梁原修志 （東芝）           |                                |
| 1986年 | 岡田邦彦 （日本石油）        | 中西親志 （NTT東海）           | 新座良一 （NTT北陸）           | 小羽保治 （阿部企業）         | 石川正之 （日本石油）       | 中葉伸二郎 （日本石油）      | 金久保孝治 （日本鋼管）    | 鈴木慶裕 （日本石油）          | 清水隆一 （熊谷組）         |                                |
| 1987年 | 菊池総 （東芝）              | 佐藤正則 （ヤマハ）            | 中島輝士 （プリンスホテル）    | 小川博文 （プリンスホテル）   | 辻慶人 （NTT東海）          | 井上雅晴 （NTT東海）         | 松本安司 （三菱名古屋）    | 中村和彦 （ヤマハ）            | 雨堤浩久 （熊谷組）         | 川島勝司 （ヤマハ）            |
| 1988年 | 上原勝男 （NTT北陸）         | 高見泰範 （東芝）              | 中島輝士 （プリンスホテル）    | 葛城弘樹 （東芝）             | 望山一生 （三菱重工横浜）   | 南渕時高 （東芝）            | 鈴木慶裕 （日本石油）      | 筒井大助 （住友金属）          | 佐藤和弘 （熊谷組）         |                                |

指名打者表彰制以降
| 年     | 投手                          | 捕手                           | 一塁手                          | 二塁手                        | 三塁手                          | 遊撃手                                | 外野手                        | 外野手                          | 外野手                         | 指名打者                               | 表彰選手                                             |
| ------ | ----------------------------- | ------------------------------ | ------------------------------- | ----------------------------- | ------------------------------- | ------------------------------------- | ----------------------------- | ------------------------------- | ------------------------------ | -------------------------------------- | ---------------------------------------------------- |
| 1989年 | 野茂英雄 （新日鐵堺）         | 瀬戸山満年 （プリンス ホテル） | 佐藤雄樹 （住友金属）           | 十河章浩 （日本生命）         | 石井浩郎 （プリンス ホテル）    | 久慈照嘉 （日本石油）                 | 田辺晃 （プリンス ホテル）    | 佐藤真一 （北海道 拓殖銀行）    | 佐藤和弘 （熊谷組）            | 中本浩 （松下電器）                    |                                                      |
| 1990年 | 吉田篤史 （ヤマハ）           | 定詰雅彦 （新日鐵広畑）        | 住吉義則 （プリンス ホテル）    | 山本秀樹 （ヤマハ）           | 若林重喜 （日本石油）           | 原井和也 （松下電器）                 | 内藤雅人 （ヤマハ）           | 五十嵐章人 （日本石油）         | 鶴岡昌宏 （日産自動車）        | 中本浩 （松下電器）                    |                                                      |
| 1991年 | 杉山賢人 （東芝）             | 高見泰範 （東芝）              | 丹波健二 （東芝）               | 葛城弘樹 （東芝）             | 若林重喜 （日本石油）           | 竹村誠 （大阪ガス）                   | 小島啓民 （三菱重工 長崎）    | 川畑伸一郎 （住友金属）         | 坂口裕之 （日本石油）          | 梁原修志 （東芝）                      |                                                      |
| 1992年 | 小桧山雅仁 （日本石油）       | 高見泰範 （東芝）              | 向山隆康 （熊谷組）             | 大島公一 （日本生命）         | 若林重喜 （日本石油）           | 十河章浩 （日本生命）                 | 高林孝行 （日本石油）         | 内匠政博 （日本生命）           | 佐藤友昭 （プリンス ホテル）   | 大久保秀昭 （日本石油）                | 西正文 （大阪ガス）                                  |
| 1993年 | 黒川紀章 （日本通運）         | 大久保秀昭 （日本石油）        | 谷口英功 （東芝）               | 松本尚樹 （住友金属）         | 若林重喜 （日本石油）           | 波留敏夫 （熊谷組）                   | 高林孝行 （日本石油）         | 田中泰 （日本通運）             | 諸積兼司 （日立製作所）        | 難波貴司 （日本通運）                  |                                                      |
| 1994年 | 豊田次郎 （川崎製鉄 神戸）    | 藤井省二 （川崎製鉄 千葉）     | 近藤博一 （本田技研 鈴鹿）      | 吉竹正 （西濃運輸）           | 渡辺等 （日産自動車）           | 仁志敏久 （日本生命）                 | 高林孝行 （日本石油）         | 中村大伸 （NTT東京）            | 與本敏弘 （本田技研鈴鹿）      | 松田訓 （日本通運）                    |                                                      |
| 1995年 | 高橋憲幸 （日本石油）         | 大久保秀昭 （日本石油）        | 西郷泰之 （三菱自動車 川崎）    | 桑元孝雄 （三菱自動車 川崎）  | 渡邉博幸 （三菱自動車 川崎）    | 野島正弘 （日本石油）                 | 高林孝行 （日本石油）         | 谷佳知 （三菱自動車 岡崎）      | 児玉誠 （川崎製鉄 千葉）       | 松中信彦 （新日鐵君津）                |                                                      |
| 1996年 | 川村丈夫 （日本石油）         | 大久保秀昭 （日本石油）        | 松中信彦 （新日鐵君津）         | 木下俊生 （日本石油）         | 若林重喜 （日本石油）           | 田頭欣士 （三菱自動車 水島）          | 横井辰文 （三菱重工 広島）    | 坪井智哉 （東芝）               | 西郷泰之 （三菱自動車 川崎）   | 田口浩司 （本田技研）                  | 杉浦正則 （日本生命）                                |
| 1997年 | 杉浦正則 （日本生命）         | 九鬼義典 （松下電器）          | キーナン・ ティミィ （NTT関東） | 大関誠 （本田技研）           | 田中敏弘 （日本通運）           | 川中基嗣 （日本通運）                 | 金谷康成 （日本生命）         | 天野義明 （日本生命）           | 梶山義彦 （三菱自動車 川崎）   | 大川広誉 （三菱重工 神戸）             |                                                      |
| 1998年 | 辻太一 （日本生命）           | 黒須隆 （日産自動車）          | 若林重喜 （日本石油）           | 阿久根鋼吉 （NTT関東）        | 福留孝介 （日本生命）           | 伊藤祐樹 （日産自動車）               | 鷹野史寿 （日産自動車）       | 田中泰 （日本通運）             | 清水信也 （三菱重工 名古屋）   | 大宅敦司 （日本生命）                  |                                                      |
| 1999年 | 須田喜照 （東芝）             | 九鬼義典 （松下電器）          | 軽部洋祐 （日石三菱）           | 工藤賢二 （東芝）             | 田中善則 （シダックス）         | 平馬淳 （東芝）                       | 鷹野史寿 （日産自動車）       | 梶山義彦 （三菱自動車 川崎）    | 斉藤裕次郎 （三菱重工 横浜）   | 伊藤大輔 （三菱重工 長崎）             |                                                      |
| 2000年 | 須田喜照 （東芝）             | 野田浩輔 （新日鐵君津）        | 西郷泰之 （三菱自動車 川崎）    | 工藤賢二 （東芝）             | 牧田勝吾 （日本通運）           | 斉藤秋博 （三菱自動車 川崎）          | 辻竜太郎 （ヤマハ）           | 沢多弘也 （大阪ガス）           | 上中芳仁 （松下電器）          | 天野義明 （日本生命）                  | 杉浦正則 （日本生命）                                |
| 2001年 | 後藤隆之 （三菱重工 長崎）    | 九鬼義典 （松下電器）          | 小山豪 （日産自動車）           | 村田泰教 （三菱自動車 岡崎）  | 野波尚伸 （三菱自動車 岡崎）    | 伊藤祐樹 （日産自動車）               | 奥村幸司 （河合楽器）         | 村上竜太郎 （三菱重工 長崎）    | 井上大 （松下電器）            | 小野田修司 （JR東日本）                |                                                      |
| 2002年 | 丸尾英司 （松下電器）         | 安田真範 （東芝）              | 西郷泰之 （三菱ふそう 川崎）    | 長谷高成泰 （いすゞ自動車）   | 原田能英 （三菱重工 長崎）      | 稲田直人 （NKK）                      | 青山眞也 （JR東海）           | 竹間容祐 （日本生命）           | 吉浦貴志 （日産自動車）        | 矢口健一 （新日鐵君津）                |                                                      |
| 2003年 | 野間口貴彦 （シダックス）     | 高根澤力 （三菱ふそう 川崎）   | 西郷泰之 （三菱ふそう 川崎）    | 高橋賢司 （NTT東日本）        | 玉城一 （NTT東日本）            | 伊藤祐樹 （日産自動車）               | 鈴木貴光 （日立製作所）       | 吉浦貴志 （日産自動車）         | 山内弘一 （三菱自動車 岡崎）   | オレステス ・キンデラン （シダックス） |                                                      |
| 2004年 | 田中明 （一光）               | 鈴木賢一 （王子製紙）          | 西田朋生 （NTT西日本）          | 工藤賢二 （東芝）             | 高橋利信 （七十七銀行）         | 藤澤英雄 （シダックス）               | 中村真人 （シダックス）       | 林尚克 （東海 レックス）        | 金子洋平 （ホンダ）            | 安田真範 （東芝）                      |                                                      |
| 2005年 | 坂本保 （ホンダ）             | 高根澤力 （三菱ふそう 川崎）   | 梶原康司 （松下電器）           | 市場靖人 （JR東日本）         | 植山幸亮 （三菱ふそう 川崎）    | 梵英心 （日産自動車）                 | 池邉啓二 （新日本石油 ENEOS） | 開田成幸 （ホンダ）             | 佐々木正詞 （日本生命）        | 吉田憲一郎 （松下電器）                | 野村克也 （シダックス） 垣野多鶴 （三菱ふそう 川崎） |
| 2006年 | 野田正義 （TDK）              | 松尾貢史 （富士重工業）        | 佐々木弥 （TDK）                | 和田貴範 （かずさ マジック）  | 岡野勝俊 （ホンダ）             | 渡辺直人 （三菱ふそう 川崎）          | 林稔幸 （富士重工業）         | 下窪陽介 （日本通運）           | 佐々木正詞 （日本生命）        | 吉浦貴志 （日産自動車）                |                                                      |
| 2007年 | 服部泰卓 （トヨタ 自動車）    | 澤文昭 （JR東日本）            | 西郷泰之 （三菱ふそう 川崎）    | 佐野比呂人 （トヨタ 自動車）  | 平馬淳 （東芝）                 | 沖津大和 （JR北海道）                 | 中尾敏浩 （JR東日本）         | 長野久義 （Honda）              | 林稔幸 （富士重工業）          | 該当者なし                             |                                                      |
| 2008年 | 田澤純一 （新日本石油 ENEOS） | 山岡剛 （新日本石油 ENEOS）    | 宇多村典明 （JR九州）           | 柳田俊幸 （新日本石油 ENEOS） | 宮澤健太郎 （新日本石油 ENEOS） | 澤村幸明 （日本通運）                 | 荻野貴司 （トヨタ 自動車）    | 川端崇義 （JR東日本）           | 大島洋平 （日本生命）          | 新田玄気 （パナソニック）              |                                                      |
| 2009年 | 筑川利希也 （Honda）          | 佐伯亮 （Honda）               | 田城智博 （三菱重工 横浜）      | 佐野比呂人 （トヨタ 自動車）  | 多幡雄一 （Honda）              | 川戸洋平 （Honda）                    | 長野久義 （Honda）            | 小手川喜常 （Honda）            | 吉田承太 （日産自動車）        | 渡部英紀 （三菱重工 横浜）             |                                                      |
| 2010年 | 濱野雅慎 （JR九州）           | 中野滋樹 （JR九州）            | 的場寛一 （トヨタ 自動車）      | 佐藤二朗 （ヤマハ）           | 坂田篤彦 （トヨタ 自動車）      | 田中マル シオ敬三 （JR九州）          | 北道貢 （NTT東日本）          | 藤島琢哉 （JR九州）             | 松永隆太 （東芝）              | 池邉啓二 （JX-ENEOS）                  |                                                      |
| 2011年 | 表彰なし                      | 表彰なし                       | 表彰なし                        | 表彰なし                      | 表彰なし                        | 表彰なし                              | 表彰なし                      | 表彰なし                        | 表彰なし                       | 表彰なし                               | 表彰なし                                             |
| 2012年 | 大城基志 （JX-ENEOS）         | 山岡剛 （JX-ENEOS）            | 梶原康司 （パナソニック）       | 田村亮 （JR九州）             | 宮澤健太郎 （JX-ENEOS）         | 田中広輔 （JR東日本）                 | 松本晃 （JR東日本）           | 井領雅貴 （JX-ENEOS）           | 松島圭祐 （伯和 ビクトリーズ） | 池邊啓二 （JX-ENEOS）                  | JX-ENEOS チーム                                      |
| 2013年 | 吉田一将 （JR東日本）         | 小林誠司 （日本生命）          | 井上晴哉 （日本生命）           | 西野真弘 （JR東日本）         | 多幡雄一 （Honda）              | 田中健 （新日鐵住金 かずさ マジック） | 松本晃 （JR東日本）           | 井領雅貴 （JX-ENEOS）           | 柳裕太 （ヤマハ）              | 伊東亮大 （日本製紙 石巻）             |                                                      |
| 2014年 | 佐竹功年 （トヨタ 自動車）    | 戸柱恭孝 （NTT西日本）         | 金丸恭平 （西濃運輸）           | 小川信 （富士重工業）         | 伊藤匠 （西濃運輸）             | 倉本寿彦 （日本新薬）                 | 友永翔太 （日本通運）         | 土井翔平 （大阪ガス）           | 小島宏輝 （トヨタ 自動車）     | 阪本一成 （西濃運輸）                  |                                                      |
| 2015年 | 藤井貴之 （日本生命）         | 古川昌平 （日本生命）          | 廣本拓也 （日本生命）           | 峰下智弘 （大阪ガス）         | 多幡雄一 （Honda）              | 山本真也 （日本生命）                 | 山田敏貴 （JX-ENEOS）         | 上西主起 （日本生命）           | 市原一樹 （三菱重 工広島）     | 高橋英嗣 （日本生命）                  |                                                      |
| 2016年 | 佐竹功年 （トヨタ自動車）     | 山内佑規 （東京ガス）          | 佐藤二朗 （ヤマハ）             | 田中俊太 （日立製作所）       | 南善規 （東邦ガス）             | 源田壮亮 （トヨタ自動車）             | 多木裕史 （トヨタ自動車）     | 矢幡勇人 （ヤマハ）             | 菅野剛士 （日立製作所）        | 林稔幸 （富士重工業）                  |                                                      |
| 2017年 | 田嶋大樹 （JR東日本）         | 山内佑規 （東京ガス）          | 喜納淳弥 （NTT東日本）          | 法兼駿 （パナソニック）       | 北川利生 （日本通運）           | 福田周平 （NTT東日本）                | 神里和毅 （日本生命）         | 多木裕史 （トヨタ自動車）       | 伊藤亮太 （NTT東日本）         | 関本憲太郎 （日本通運）                |                                                      |
| 2018年 | 藤井貴之 （日本生命）         | 辻野雄大 （Honda）             | 岡崎啓介 （日立製作所）         | 原田拓実 （日本生命）         | 森下翔平 （日立製作所）         | 東條航 （JR東日本）                   | 近本光司 （大阪ガス）         | 那賀裕司 （三菱重工神戸・高砂） | 三木大知 （JFE西日本）         | 片山勢三 （パナソニック）              |                                                      |
| 2019年 | 須田幸太 （JFE東日本）        | 片葺翔太 （日本製鉄鹿島）      | 沓掛祥和 （トヨタ自動車）       | 峯本匠 （JFE東日本）          | 原田拓実 （日本生命）           | 諸見里匠 （日本通運）                 | 今川優馬 （JFE東日本）        | 古川昂樹 （大阪ガス）           | 茶谷良太 （鷺宮製作所）        | 内藤大樹 （JFE東日本）                 |                                                      |
| 2020年 | 表彰なし                      | 表彰なし                       | 表彰なし                        | 表彰なし                      | 表彰なし                        | 表彰なし                              | 表彰なし                      | 表彰なし                        | 表彰なし                       | 表彰なし                               | 表彰なし                                             |
| 2021年 | 河野佳 （大阪ガス）           | 須田凌平 （セガサミー）        | 久木田雄介 （三菱重工East）     | 峰下智弘 （大阪ガス）         | 吉田潤 （東芝）                 | 中川智裕 （セガサミー）               | 向山基生 （NTT東日本）        | 末包昇大 （大阪ガス）           | 小栁卓也 （三菱重工East）      | 三井健右 （大阪ガス）                  |                                                      |
| 2022年 | 柏原史陽 （ENEOS）            | 柏木秀文 （ENEOS）             | 地引雄貴 （大阪ガス）           | 佐藤勇基 （トヨタ自動車）     | 川口凌 （ENEOS）                | 中村迅 （NTT東日本）                  | 度会隆輝 （ENEOS）            | 内山京祐 （NTT東日本）          | 多木裕史 （トヨタ自動車）      | 山﨑錬 （ENEOS）                       | U-23ワールドカップ日本代表 （特別賞）                |
| 2023年 | 嘉陽宗一郎 （トヨタ自動車）   | 城野達哉 （西濃運輸）          | 丸山壮史 （ENEOS）              | 石井元 （Honda熊本）          | 北村祥治 （トヨタ自動車）       | 北野貴昭 （西濃運輸）                 | 山本卓弥 （Honda熊本）        | 網谷圭将 （ヤマハ）             | 清水聖也 （大阪ガス）          | 三井健右 （大阪ガス）                  |                                                      |
| 2024年 | 本間大暉 （三菱重工East）     | 対馬和樹 （三菱重工East）      | 山中稜真 （三菱重工East）       | 佐藤勇基 （トヨタ自動車）     | 野崎大地 （西濃運輸）           | 和田佳大 （トヨタ自動車）             | 逢沢崚介 （トヨタ自動車）     | 吉岡郁哉 （王子）               | 網谷圭将 （ヤマハ）            | 下山悠介 （東芝）                      | U-23ワールドカップ日本代表 （特別賞）                |

### 平成ベストナイン
2019年7月、日本野球連盟設立70周年と都市対抗野球90回目の開催を記念して、平成30年間の選手を選出した社会人野球 平成ベストナインが制定された。受賞選手は以下の通り。
| 投手                  | 捕手                    | 一塁手             | 二塁手            | 三塁手                | 遊撃手                  | 外野手                | 外野手            | 外野手             | 指名打者              |
| --------------------- | ----------------------- | ------------------ | ----------------- | --------------------- | ----------------------- | --------------------- | ----------------- | ------------------ | --------------------- |
| 杉浦正則 （日本生命） | 大久保秀昭 （日本石油） | 西郷泰之 （Honda） | 工藤賢二 （東芝） | 若林重喜 （日本石油） | 伊藤祐樹 （日産自動車） | 高林孝行 （日本石油） | 林稔幸 （SUBARU） | 長野久義 （Honda） | 池辺啓二 （JX-ENEOS） |

## 個人記録表彰
2010年シーズンから表彰を開始した。対象となるのはいわゆる3大大会と、日本選手権対象となる11の地区連盟主催大会。
表彰項目は以下のとおり。
- 首位打者賞

規定大会基準及び規定打席数（40打席）をすべて満たした打者の中から最も高い打率を残した選手。
- 規定大会基準

対象大会において12試合以上の出場
都市対抗本戦に1試合以上出場
都市対抗本戦・日本選手権本戦で通算2試合以上出場
- 最多本塁打賞

最も多い本塁打を放った選手。ただし、同数の場合は打数が最少の者が上位。また、通算6本未満の場合は表彰対象とならない。
- 最多打点賞

最も多い打点を記録した選手。ただし、同数の場合は打数が最小の者が上位。
- 最多勝利投手賞

最も多く勝利投手となった選手。ただし、同数の場合は勝率が高い者が上位となり、勝利数・勝率が同じ場合は投球回数の多い者を上位とする。
- 最優秀防御率賞

規定大会基準及び規定投球回数（40回）をすべて満たした投手の中で最も低い防御率を残した選手。
- 規定大会基準

都市対抗本戦に1試合以上出場
都市対抗本戦・日本選手権本戦で通算2試合以上出場

### 歴代表彰選手
※ 最多本塁打賞は6本以上が表彰対象となる。
| 年     | 首位打者賞 | 首位打者賞   | 首位打者賞     | 最多本塁打賞 | 最多本塁打賞 | 最多本塁打賞 | 最多打点賞 | 最多打点賞   | 最多打点賞 | 最多勝利投手賞 | 最多勝利投手賞 | 最多勝利投手賞 | 最優秀防御率賞 | 最優秀防御率賞 | 最優秀防御率賞 | 出典     |
| 年     | 選手       | 所属         | 記録           | 選手         | 所属         | 記録         | 選手       | 所属         | 記録       | 選手           | 所属           | 記録           | 選手           | 所属           | 記録           | 出典     |
| ------ | ---------- | ------------ | -------------- | ------------ | ------------ | ------------ | ---------- | ------------ | ---------- | -------------- | -------------- | -------------- | -------------- | -------------- | -------------- | -------- |
| 2010年 | 落合成紀   | JFE東日本    | .442 （43-19） | 該当者なし   | 該当者なし   | 該当者なし   | 北道貢     | NTT東日本    | 17打点     | 濱野雅慎       | JR九州         | 10勝（3敗）    | 藤田卓史       | 東芝           | 0.73           |          |
| 2011年 | 表彰なし   | 表彰なし     | 表彰なし       | 表彰なし     | 表彰なし     | 表彰なし     | 表彰なし   | 表彰なし     | 表彰なし   | 表彰なし       | 表彰なし       | 表彰なし       | 表彰なし       | 表彰なし       | 表彰なし       | 表彰なし |
| 2012年 | 川戸洋平   | Honda        | .413 （63-26） | 該当者なし   | 該当者なし   | 該当者なし   | 梶原康司   | パナソニック | 25打点     | 吉田一将       | JR東日本       | 8勝（1敗）     | 三橋尚文       | JFE東日本      | 0.45           | [ 3 ]    |
| 2013年 | 高橋泰文   | JX-ENEOS     | .407（54-22）  | 該当者なし   | 該当者なし   | 該当者なし   | 井上晴哉   | 日本生命     | 25打点     | 吉田一将       | JR東日本       | 7勝（1敗）     | 石川歩         | 東京ガス       | 0.50           | [ 4 ]    |
| 2014年 | 橋本駿介   | JFE西日本    | .442（43-19）  | 該当者なし   | 該当者なし   | 該当者なし   | 松本晃     | JR東日本     | 18打点     | 佐竹功年       | トヨタ自動車   | 7勝（0敗）     | 佐竹功年       | トヨタ自動車   | 0.64           | [ 5 ]    |
| 2015年 | 山田敏貴   | JX-ENEOS     | .442（52-23）  | 該当者なし   | 該当者なし   | 該当者なし   | 高橋英嗣   | 日本生命     | 18打点     | 石橋良太       | Honda          | 7勝（1敗）     | 浜崎浩大       | NTT西日本      | 0.40           | [ 6 ]    |
| 2016年 | 東向誠     | JR九州       | .457（46-21）  | 該当者なし   | 該当者なし   | 該当者なし   | 関本憲太郎 | 日本通運     | 17打点     | 佐竹功年       | トヨタ自動車   | 8勝（0敗）     | 佐竹功年       | トヨタ自動車   | 0.81           | [ 7 ]    |
| 2017年 | 高本泰裕   | NTT西日本    | .419（43-18）  | 該当者なし   | 該当者なし   | 該当者なし   | 関本憲太郎 | 日本通運     | 20打点     | 臼井浩         | 東京ガス       | 6勝（0敗）     | 福島由登       | Honda          | 0.79           | [ 8 ]    |
| 2018年 | 辻野雄大   | Honda        | .460（50-23）  | 岡崎啓介     | 日立製作所   | 6本          | 岡崎啓介   | 日立製作所   | 20打点     | 勝野昌慶       | 三菱重工名古屋 | 5勝（1敗）     | 大竹飛鳥       | NTT東日本      | 0.44           | [ 9 ]    |
| 2019年 | 廣本拓也   | 日本生命     | .434（53-23）  | 沓掛祥和     | トヨタ自動車 | 6本          | 沓掛祥和   | トヨタ自動車 | 20打点     | 須田幸太       | JFE東日本      | 7勝（1敗）     | 岡野祐一郎     | 東芝           | 0.87           | [ 10 ]   |
| 2020年 | 表彰なし   | 表彰なし     | 表彰なし       | 表彰なし     | 表彰なし     | 表彰なし     | 表彰なし   | 表彰なし     | 表彰なし   | 表彰なし       | 表彰なし       | 表彰なし       | 表彰なし       | 表彰なし       | 表彰なし       | 表彰なし |
| 2021年 | 久木田雄介 | 三菱重工East | .444 （45-20） | 向山基生     | NTT東日本    | 6本          | 向山基生   | NTT東日本    | 20点       | 河野佳         | 大阪ガス       | 6勝（0敗）     | 河野佳         | 大阪ガス       | 0.21           | [ 11 ]   |
| 2022年 | 吉岡郁哉   | 王子         | .471 （51-24） | 度会隆輝     | ENEOS        | 7本          | 度会隆輝   | ENEOS        | 21打点     | 片山雄貴       | Honda熊本      | 6勝（2敗）     | 柏原史陽       | ENEOS          | 0.74           | [ 12 ]   |
| 2023年 | 三井健右   | 大阪ガス     | .489 （47-23） | 城野達哉     | 西濃運輸     | 6本          | 山本卓弥   | Honda熊本    | 22打点     | 片山雄貴       | Honda熊本      | 6勝（1敗）     | 與座健人       | パナソニック   | 1.33           | [ 13 ]   |
| 2024年 | 吉岡郁哉   | 王子         | .481 （52-25） | 村上裕一郎   | ENEOS        | 5本          | 逢沢崚介   | トヨタ自動車 | 21打点     | 東野龍二       | Honda          | 6勝（0敗）     | 本間大暉       | 三菱重工East   | 1.04           | [ 14 ]   |